# Bulbine haworthioides
Bulbine haworthioides là một loài thực vật có hoa trong họ Thích diệp thụ. Loài này được B.Nord. miêu tả khoa học đầu tiên năm 1964.